# Jana Coryn
Jana Coryn (Waregem,26 juni 1992) is een Belgische voetbalster die uitkwam voor Zulte Waregem en de Red Flames.

## Loopbaan

### Club
Ze startte haar jeugdopleiding bij Davo Waregem en speelde er later ook bij de senioren. In het seizoen 2008-2009 werd ze bekroond met de titel "Topschutter in 2de klasse". 
In 2010 ging ze voor 2 seizoenen spelen bij Zultse VV. Dit was nog voor de fusie van de 2 clubs. In 2012 trok ze voor 1 seizoen naar RSC. Anderlecht waar ze dat seizoen de Beker van België won.
Hierna trok ze voor 2 seizoenen naar Club Brugge dat ook in de BeNe League speelde. Toen besloten werd dat de BeNe League op te heffen en deze om te vormen tot de Super League besloot Club Brugge niet deel te nemen en ging terug spelen in tweede klasse. Hier na trok Coryn naar Lierse voor 1 seizoen waar ze "Topschutter werd in Super League" en de Beker van België won. Van 2016 tot 2019 speelde ze voor het Franse LOSC Lille. LOSC Lille zakte echter in het seizoen 2018-2019 naar tweede klasse, waardoor Coryn terugkeerde naar RSC Anderlecht. Op 11 januari 2021 kondigde ze op aan dat ze afscheid nam van het voetbal. Dit kwam onder andere door een blijvend kraakbeenletsel.

### Red Flames
Coryn debuteerde bij de nationale ploeg bij de U17 op 11-09-2007 thuis tegen Faeröer. Ze speelde 25 minuten en maakte 2 goals, de wedstrijd werd met 5-1 gewonnen. Haar laatste wedstrijd bij de U17 was op 10-04-2009 met een 1-1 thuis tegen Engeland.  Bij de U17 haalde ze 13 caps van de 14 selecties goed voor 768 minuten en 7 doelpunten.
Bij de U19 speelde ze haar debuut wedstrijd thuis met een 10-0 overwinning tegen Armenië. Ze speelde 90 minuten en maakte 1 goal. Haar laatste wedstrijd voor de U19 was in Rusland op 2-6-2011. Ze speelde 6 minuten en match werd verloren met 3-1. Van de 20 selecties haalde ze 19 caps, scoorde ze 7 doelpunten en speelde 961 minuten in totaal.
Sinds 2011 komt ze ook uit voor de A ploeg van de Red Flames, waar ze debuteerde in de wedstrijd Bulgarijë 0–1 België op 23 november 2011.
In 2021 besluit ze te stoppen vanwege voortdurend letsel aan haar kraakbeen na twee knie-operaties.

#### Caps
stand op 5 februari 2017
| Datum      | Wedstrijd                      | Uitslag | speelminuten |
| ---------- | ------------------------------ | ------- | ------------ |
| 28-11-2016 | België – Denemarken            | 1-3     | 12           |
| 24-11-2016 | België – Nederland             | 3-1     | 62           |
| 12-04-2016 | België – Estland               | 6-0     | 26           |
| 09-03-2016 | België - Rusland               | 5-0     | 10           |
| 07-03-2016 | Denemarken – België            | 1-2     | 0            |
| 04-03-2016 | Canada – België                | 1-0     | 62           |
| 30-11-2015 | België – Servië                | 1-1     | 11           |
| 22-09-2015 | België – Bosnië en Herzegovina | 6-0     | 3            |
| 16-09-2015 | België – Polen                 | 5-0     | 25           |
| 23-05-2015 | België – Noorwegen             | 3-2     | 0            |
| 02-06-2013 | België - Oekraïne              | 3-0     | 18           |
| 23-11-2011 | Bulgarije – België             | 2-2     | 8            |